# جائو له‌جی
جائو له‌جی (چینی: 赵乐际; پین‌یین: Zhào Lèjì; متولد ۸ مارس ۱۹۵۷) یکی از رهبران ارشد چینی حزب کمونیست چین (ح‌ک‌چ) است که رئیس کمیته دائمی کنگره ملی خلق و  عضو رتبه سوم کمیته دائمی پلیتبوروی ح‌ک‌چ، بالاترین نهاد تصمیم‌گیری حزب است.
او در اوایل زندگی سیاسی خود، به عنوان دبیر حزب کمونیست چینگهای، دبیر حزب شاآنشی و رئیس اداره تشکیلات ح‌ک‌چ خدمت کرد. او در سال ۲۰۱۲ وارد پلیتبورو شد و پنج سال بعد به کمیته دائمی پلیتبورو ارتقا یافت. او بین سال‌های ۲۰۱۷ تا ۲۰۲۲ دبیر کمیسیون مرکزی بازرسی انضباطی، بالاترین نهاد مبارزه با فساد این حزب بود.